# 大社造

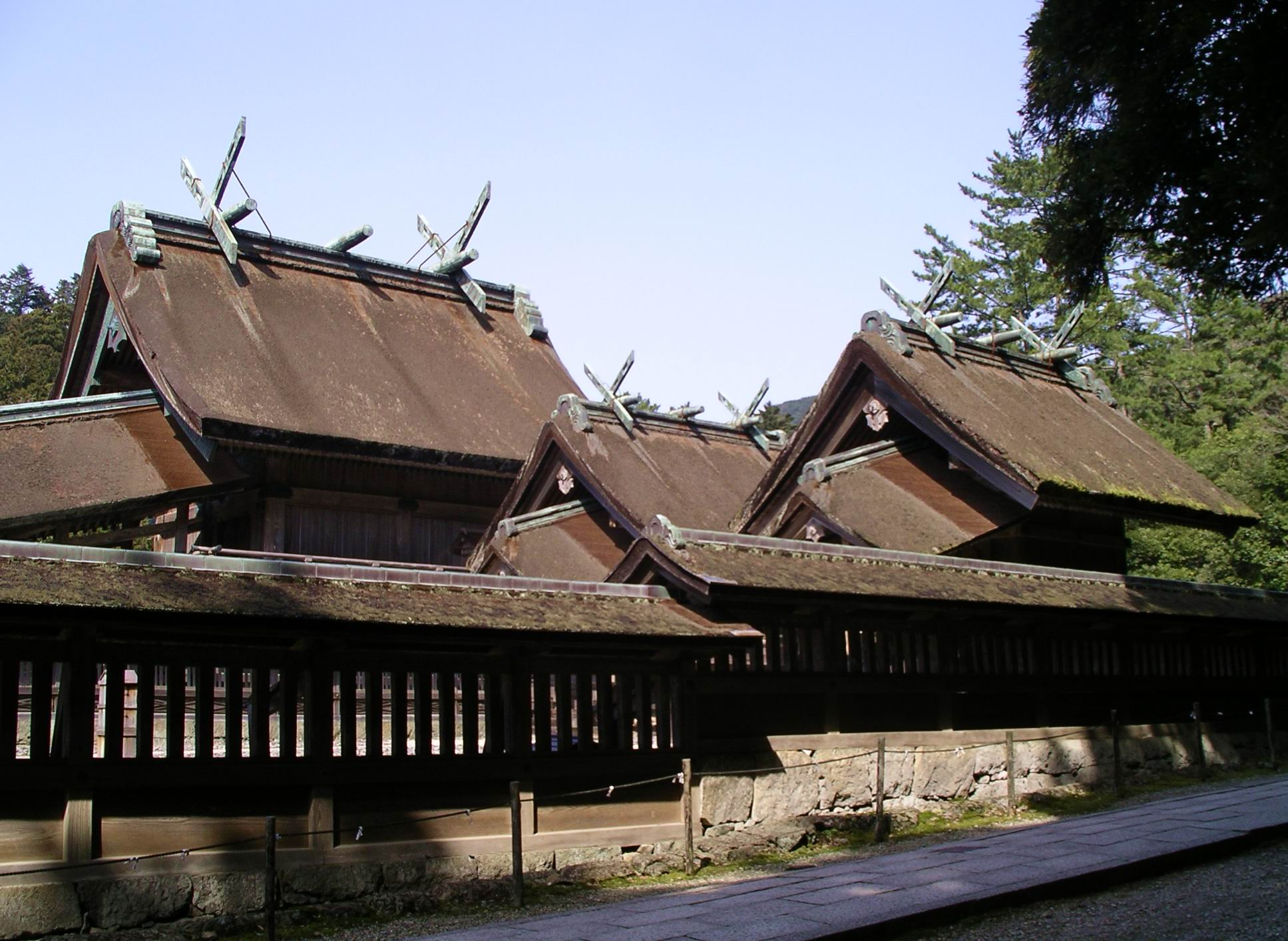
大社造を代表する出雲大社

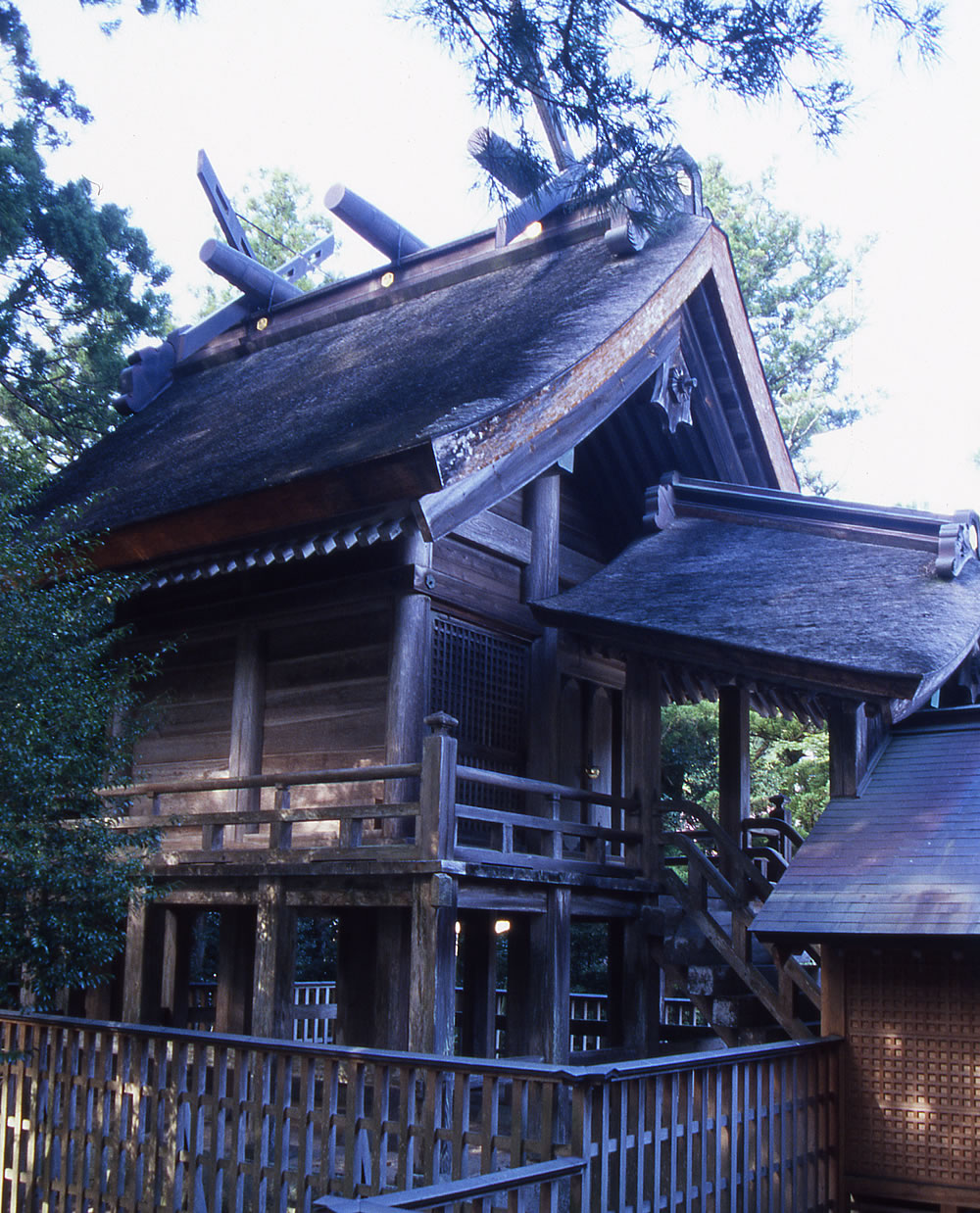
須佐神社本殿（県指定有形文化財、出雲市佐田町）

大社造（たいしゃづくり）は、日本の神社建築様式の1つである。

## 概要
出雲大社に代表される大社造は、伊勢神宮に代表される神明造や住吉大社に代表される住吉造と共に、もっとも古い神社建築様式とされる。
神明造が奥行きより幅が大きい長方形で、高床倉庫から発展し穀物の代わりに神宝を納めるように変化したものと考えられ、住吉造が大嘗祭の建物に近似しているのに対して、大社造はほぼ正方形の古典的な日本家屋に近い「田の字」形であるため、祭祀の場に使われていた宮殿が社殿に発展したとされる。その理由として、出雲大社の背後にある八雲山が神体であったとする説がある。
出雲大社の社殿に関しては鎌倉時代より前の記録がないため、延享元年（1744年）建立の現社殿が基本形とされる。

## 構造
大社造の構造は掘立柱・切妻造・妻入であり、屋根には優美な曲線が与えられる。この点で直線的な外観の神明造や住吉造と大きく異なる。また、入り口が向かって右にあるのも大きな特徴である。

### 屋根
古来は萱葺（かやぶき）であったが、江戸時代以降は出雲大社が檜皮葺になるなどの変化が見られる。日本に仏教が伝来し、普及したころ神道では寺院建築を瓦屋根と呼んだことから、神社建築においては瓦屋根は好まれない。
屋根を支える側面の破風（はふ）は、懸魚で修飾され優美な曲線を描く。これは中国大陸文化の影響で、後世に変化したものとされる。
屋根に耐久性の低い萱や板を使うため、屋根の勾配をきつくして雨や雪が流れ落ちやすくし、切妻のため軒出も大きく作る必要がある。千木（ちぎ）・鰹木（かつおぎ）は修飾目的で付けられている。

### 柱
古来は柱と地面の間には礎石も土台もなく掘立柱であったが、延享元年（1744年）建立の出雲大社社殿は礎石の上に柱が立てられ、耐久性を高めている。
田の字構造の社殿の中央に心御柱（しんのみはしら）が配され、垂木を支える。
妻中央の、やや外側に飛び出し棟へ達する柱を宇豆柱（うずばしら）と呼ぶ。宇豆柱は心御柱を補助するものとされる。

### 壁
神明造では壁は水平方向に板材を配するが、大社造では垂直方向に配する。妻の中央から右に外れた1か所のみに開口部が設けられる。

### 床
延享元年（1744年）建立の出雲大社の社殿には畳60帖が敷かれているが、いつから敷かれたのかは不明。床は高く、神明造と同様に長い階段が必要である。

## 内部
社殿の内部は心御柱を境に下段（扉側）と上段（奥側）に分かれている。御神体が鎮座する御神座は入口から最も遠い上段の最深部に安置された御内殿（ごないでん）と呼ばれる小さな社の内部にある。御内殿の手前には板仕切が設けられているため入口付近から御内殿の様子を窺い知ることはできない。
大社造は男造（おづくり）・女造（めづくり）と呼ばれる主に二種類の内部構造を有する。男造では御神座が社殿の右奥に配置され御神体は左方向を向いて鎮座する。女造では御神座が社殿の左奥に配置され御神体は右方向を向いて鎮座する。ただし六所神社（松江市）のように大社造であっても他の建築様式と同じように御神体が正面を向く神社も存在する。
社殿が小さな神社の場合は仕切を設けるほど内部空間に余裕がないため御神座は正面を向くことが多い。これは大社造変態（または変形）と呼ばれる発展様式で、心御柱と前方の宇豆柱が社殿の床上まで到達しない。そのため入り口が右側に片寄らず社殿の真正面に取り付けられており、内部も内陣と外陣に区分けされる。出雲地方に広く分布する小規模の神社はこの様式を採用していることが多い。

一般的に出雲大社に代表される男造の社殿は主祭神が男神となっていることが多く、神魂神社に代表される女造の社殿は主祭神が女神となっていることが多いとされる。

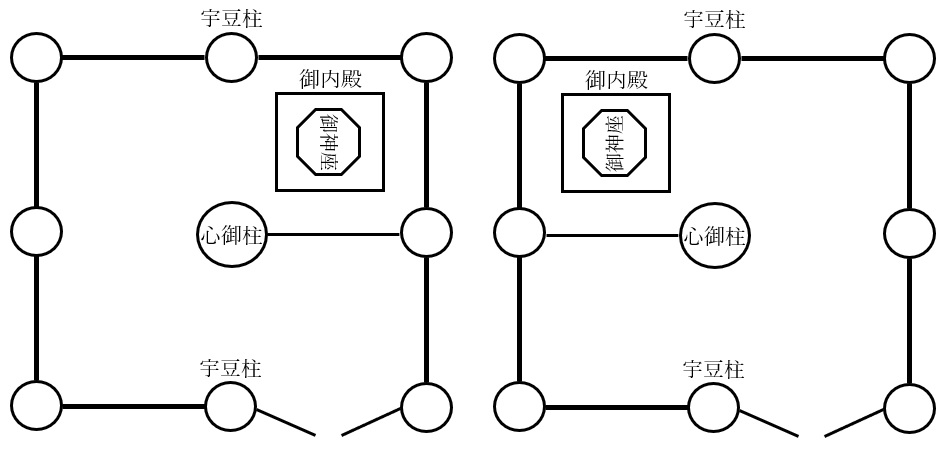
真上から見た男造（左）と女造（右）のイメージ

## 歴史

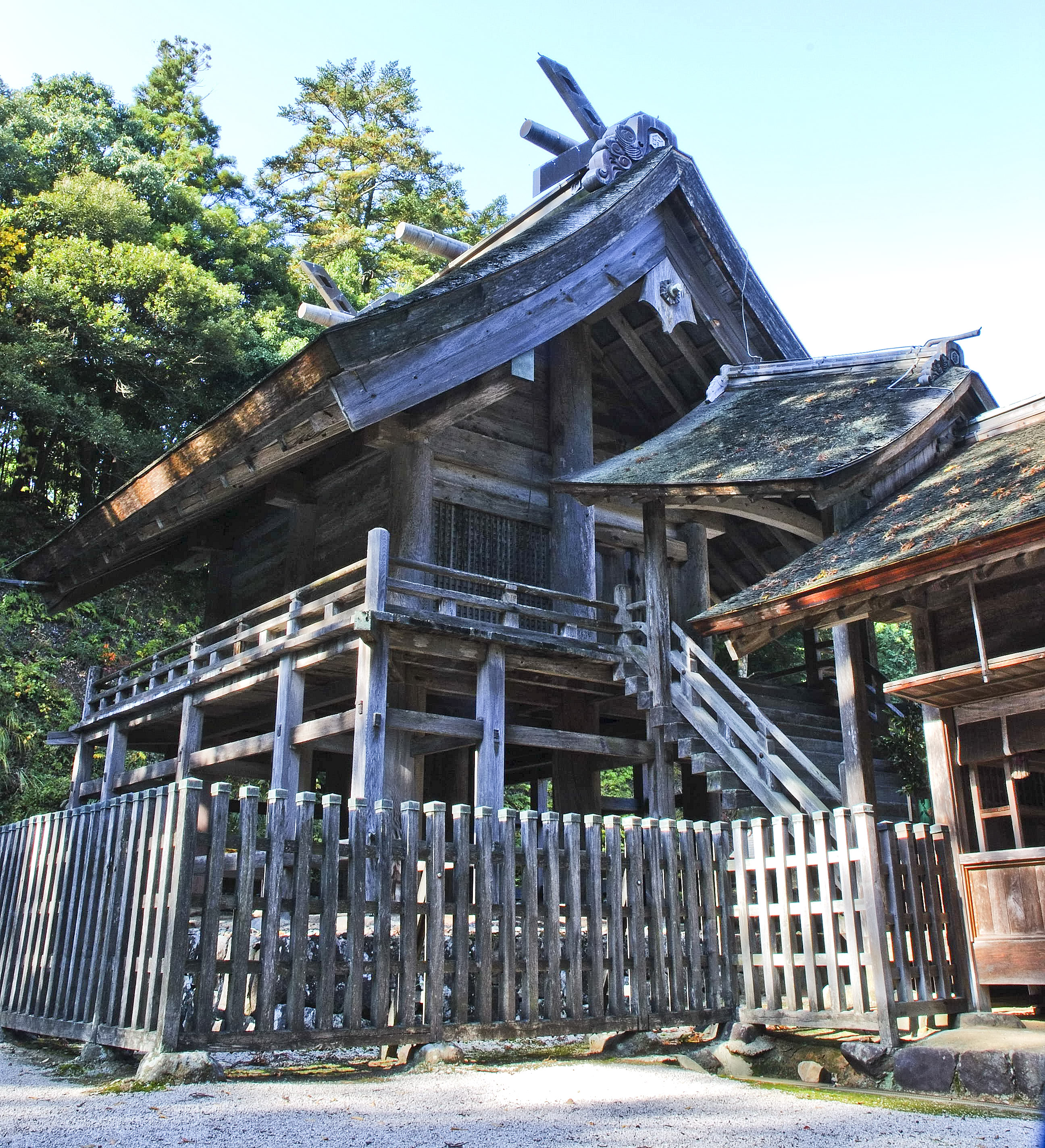
神魂神社本殿（国宝、松江市大庭町）

歴史は古いが、建築様式については記述が無く不詳である。弥生時代の遺跡の柱の遺構が大社造の柱の配置に似ているため、高床建物が発展したとされる。
延享元年（1744年）建立の出雲大社の社殿の高さは、約24mと巨大である。以前はもっと大きく平安時代中期から鎌倉時代初期までの200年間に7回も倒壊したという。平安中期の長元5年（1032年）8月11日の倒壊は、地震や強風があった記録はないため、自重に耐えられず倒壊したとされる。
山陰地方の社殿には大社造が多い。しかし、明治以降に建築された社殿の場合、名和神社のように大社造を採用しなかった例がある。
21世紀に現存する大社造の社殿としては、山陰地方の島根県松江市大庭町にある神魂神社（かもすじんじゃ）の本殿が室町時代の正平元年（1346年）で最古である。神魂神社本殿は、大社造の古式に則った最古の建造物であるため1952年（昭和27年）3月に国宝に指定された。

## 主な大社造の神社[3]

### 男造

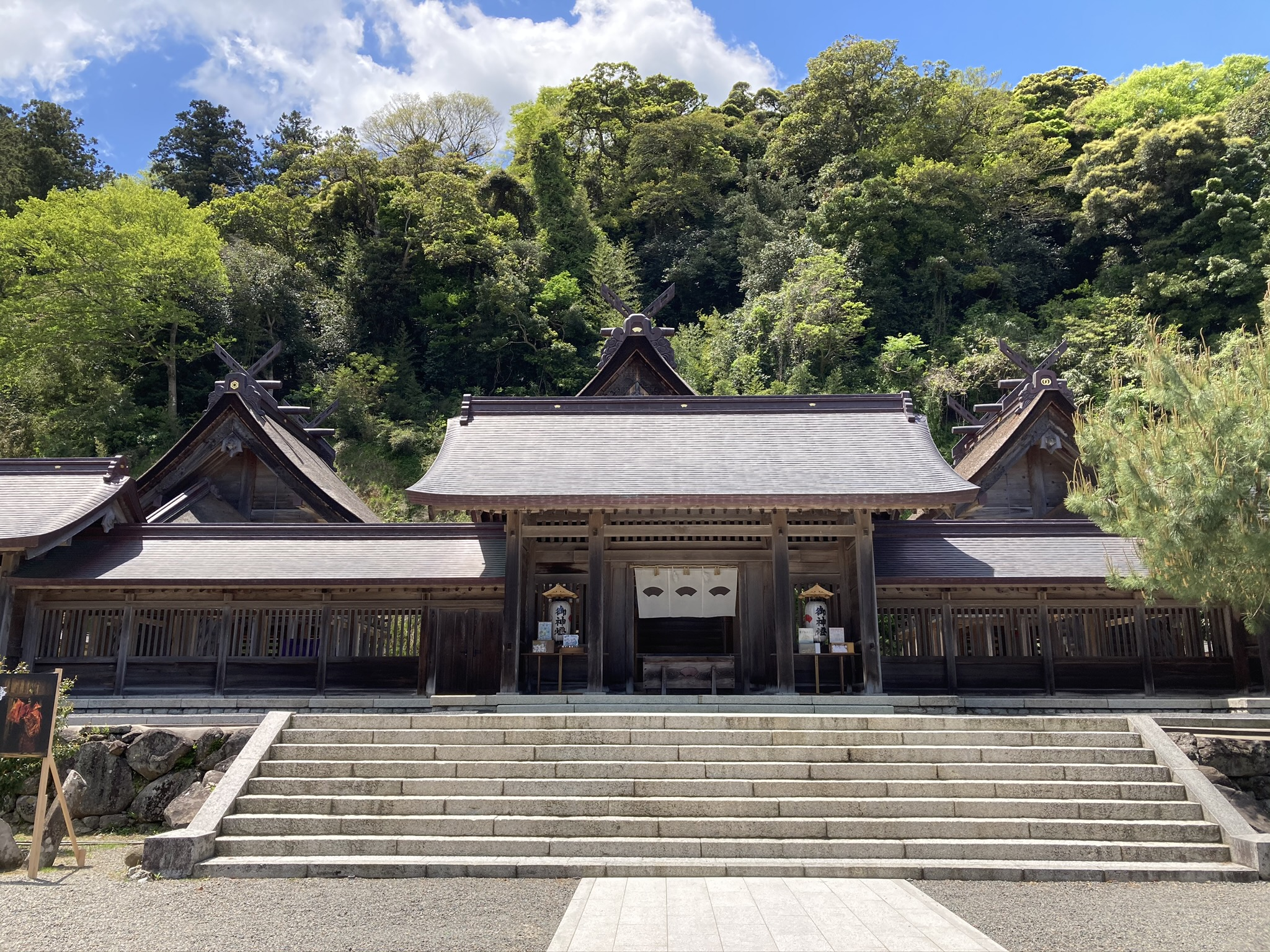
佐太神社本殿（重要文化財、松江市鹿島町）大社造三殿が並立する。南殿（左）は他に類例がない唯一無二の様式

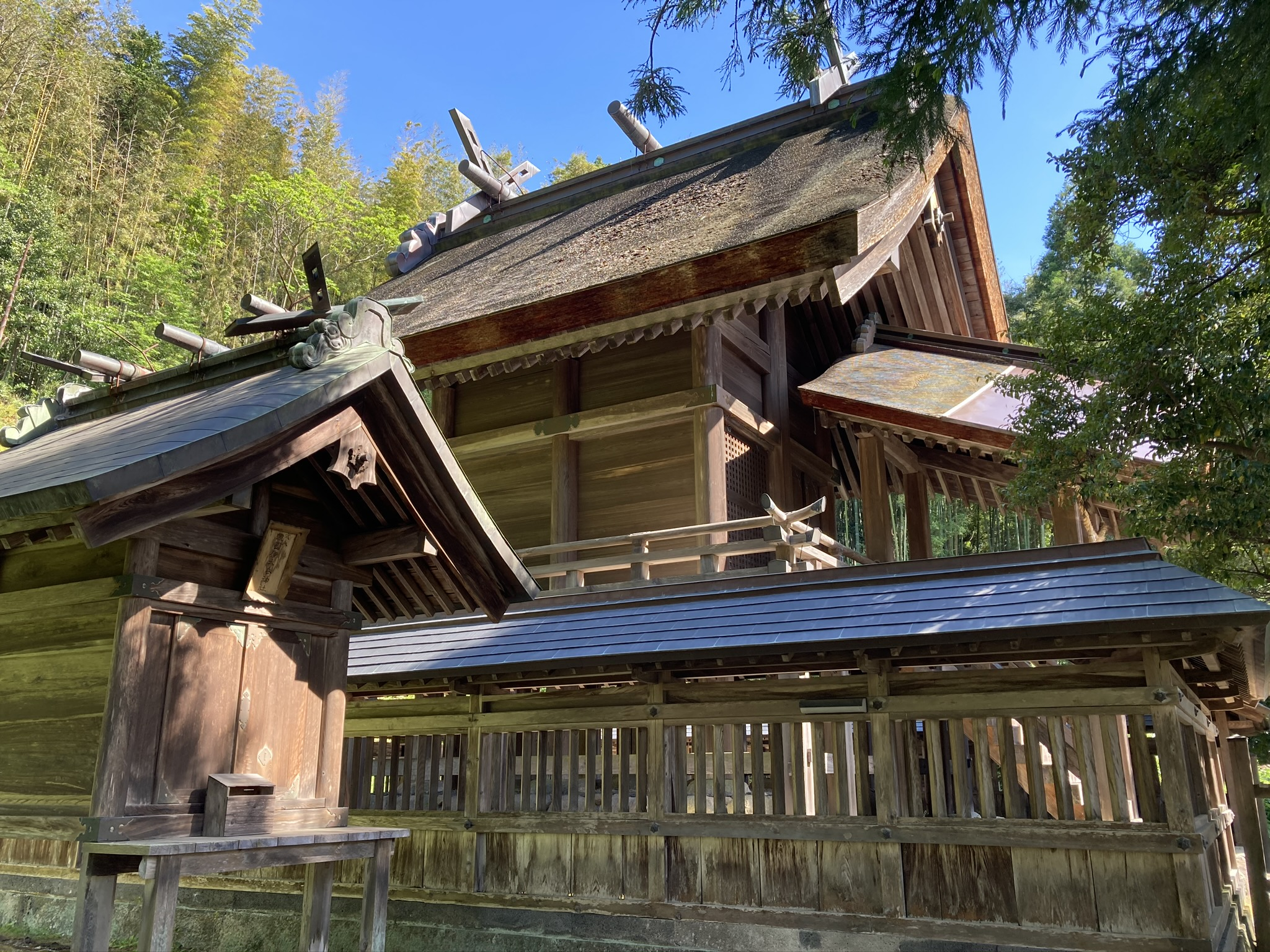
揖夜神社本殿（松江市東出雲町）女造の内部構造を持つ数少ない神社

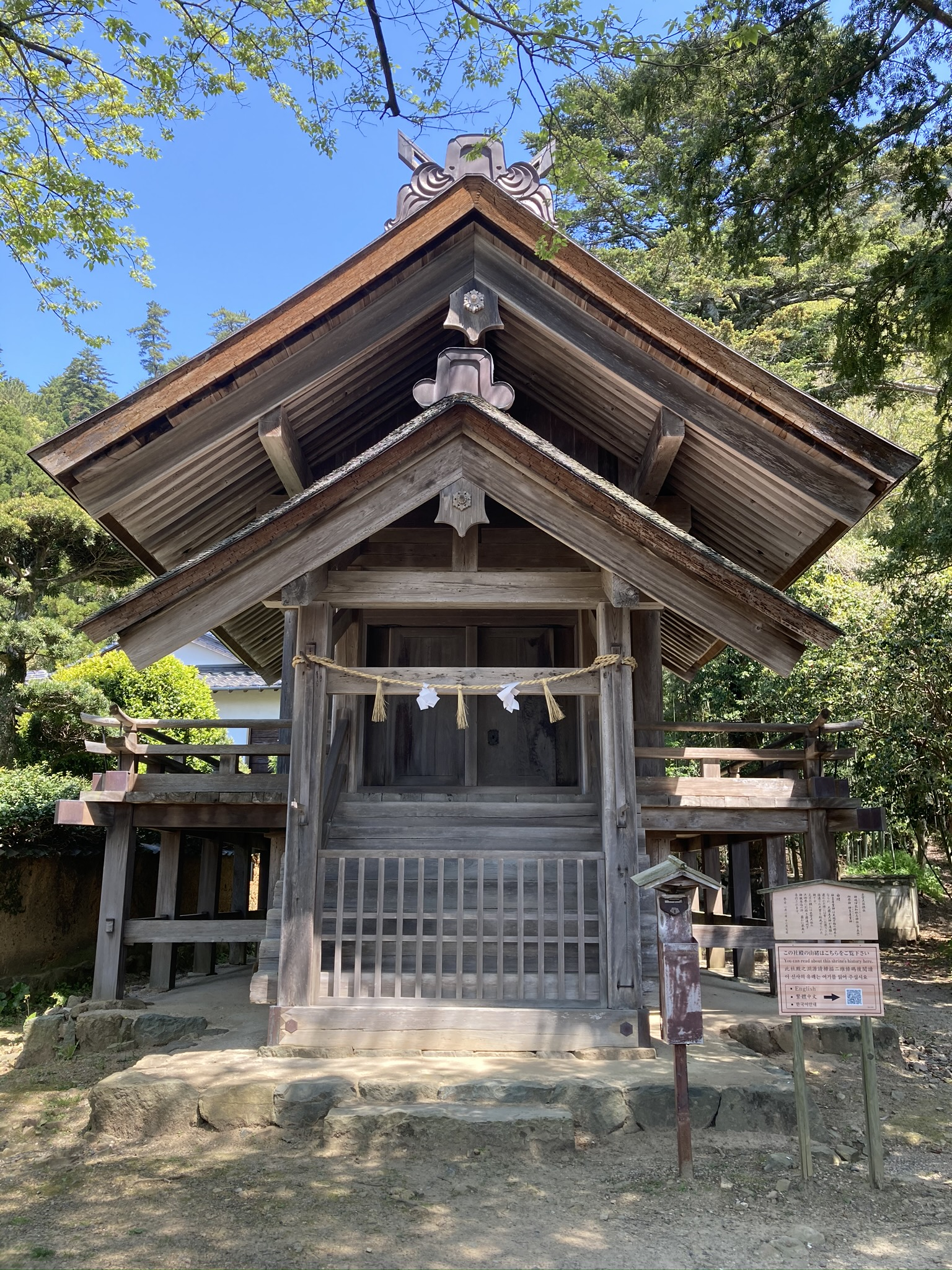
神魂伊能知奴志神社（県指定有形文化財、出雲大社境外摂社）前面の宇豆柱がなく扉が片方に偏らない大社造変態様式

- 出雲大社 本殿
- 出雲大社境外摂社
  - 阿須伎神社
  - 伊奈西波岐神社
- 熊野大社
- 佐太神社
  - 正中殿
  - 北殿
- 能義神社
- 八重垣神社
- 六所神社
- 眞名井神社
- 内神社(高野宮)
- 須佐神社
- 朝山神社
- 佐香神社
- 比布智神社
- 三屋神社

### 女造
- 神魂神社
- 揖夜神社

### 大社造変態
- 出雲大社脇宮三社
  - 大神大后神社
  - 神魂伊能知比売神社
  - 神魂御子神社
- 阿羅波比神社
- 賣布神社
- 賣豆紀神社
- 山代神社
- 多賀神社
- 許曽志神社
- 玉作湯神社
- 須我神社
- 宇美神社
- 長浜神社
- 多倍神社

### 美保造
- 美保神社（大社造の発展型、比翼大社造とも呼ばれる）

### その他特殊形
- 出雲大社境内摂社 素鵞社（外観は大社造の基本形だが殿内に心御柱はなく御神体は南面する）
- 出雲大社境外摂社 神魂伊能知奴志神社（外観は大社造変態様式だが内部は男造の構造を持つ）
- 佐太神社 南殿（内部は女造だが入り口が向かって左側にあるため男造を左右反対にした様式とも言える）

## ギャラリー
- 出雲大社本殿（国宝、島根県出雲市大社町）高さ24mの本殿は国内神社建築としても最大級の規模を誇る
- 朝山神社本殿（出雲市朝山町）社殿は小規模だが心御柱を備える
- 内神社本殿（県指定有形文化財、松江市大垣町）大社造としては出雲大社、佐太神社、神魂神社に次ぐ規模とされる
- 素鵞社（重要文化財、出雲大社境内摂社）外観は大社造の基本形だが心御柱を持たない
- 須我神社本殿（雲南市大東町）心御柱を持たない大社造変態様式
- 美保神社本殿（重要文化財、松江市美保関町）美保造と呼ばれる大社造二棟が連結した社殿が特徴

## 参考資料
- 『神社建築』（山内泰明著、神社新報社発行）
- 全国歴史教育研究協議会『日本史B用語集―A併記』（改訂版）山川出版社（原著2009-3-30）。ISBN 9784634013025。
- 『島根県近世社寺建築緊急調査報告書』（島根県教育委員会、昭和55年3月）
- 神魂神社由緒書（神魂神社社務所発行）
- 出雲國意宇六社めぐりガイドマップ（NPO法人東出雲まちの駅女寅発行）